# Pao-ting
Pao-ting (čínsky pchin-jinem Bǎodìng, znaky 保定) je městská prefektura v Čínské lidové republice. Leží v provincii Che-pej v sousedství Pekingu, hlavního města státu, které leží 140 kilometrů na severovýchod.
V celé prefektuře žije na rozloze 22 368 čtverečních kilometrů jedenáct a půl miliónu obyvatel.
V městské prefektuře Pao-ting se nachází vesnice Tung-lü, významné poutní místo čínských katolíků.

## Poloha
Pao-ting se rozkládá v západní části provincie Che-pej v Severočínské nížině. Hraničí na severu s prefekturou Čang-ťia-kchou, na severovýchodě s Pekingem, na východě s prefekturami Lang-fang a Cchang-čou, na jihu s prefekturami Š’-ťia-čuang a Cheng-šuej a na západě s provincií Šan-si.

## Doprava
Severním okrajem Pao-tingu (přes Laj-jüan) vede železniční trať Peking – Jüan-pching.

## Správní členění
Městská prefektura Pao-ting se člení na čtyřiadvacet celků okresní úrovně, a sice pět městských obvodů, čtyři městské okresy a patnáct okresů.
| 1 2 Man-čcheng Čching-jüan Sü-šuej městský okres · Čuo-čou městský okres · Ting-čou městský okres · An-kuo městský okres · Kao-pej-tien okres · Laj-šuej okres · Fu-pching okres · Ting-sing okres · Tchang okres · Kao-jang okres · Laj-jüan okres · Wang-tu okres · An-sin okres · Siung okres · Žung-čcheng okres · I okres · Čchü-jang okres · Li okres · Šun-pching okres · Po-jie 1. Ťing-siou 2. Lien-čch’ |          |                       |                       |             |                                         |
| Název | Název    | Počet obyvatel (2010) | Počet obyvatel (2020) | Rozloha km² | Hustota zalidnění (obyv. na km²) (2020) |
| český přepis | znaky    | Počet obyvatel (2010) | Počet obyvatel (2020) | Rozloha km² | Hustota zalidnění (obyv. na km²) (2020) |
| Městské obvody |          |                       |                       |             |                                         |
| Ťing-siou | 竞秀区   | 463 398               | 587 000               | 150         | 3 913                                   |
| Lien-čch’ | 莲池区   | 675 123               | 913 541               | 177         | 5 176                                   |
| Man-čcheng | 满城区   | 406 677               | 424 000               | 658         | 644                                     |
| Čching-jüan | 清苑区   | 631 659               | 625 246               | 862         | 726                                     |
| Sü-šuej | 徐水区   | 563 030               | 604 275               | 730         | 828                                     |
| Městské okresy |          |                       |                       |             |                                         |
| Čuo-čou | 涿州市   | 603 535               | 667 678               | 749         | 892                                     |
| Ting-čou | 定州市   | 1 165 182             | 1 095 986             | 1 277       | 858                                     |
| An-kuo | 安国市   | 370 317               | 363 091               | 486         | 747                                     |
| Kao-pej-tien | 高碑店市 | 640 280               | 685 863               | 678         | 1 012                                   |
| Okresy |          |                       |                       |             |                                         |
| Laj-šuej | 涞水县   | 339 063               | 315 753               | 1 649       | 192                                     |
| Fu-pching | 阜平县   | 205 299               | 194 004               | 2 477       | 78                                      |
| Ting-sing | 定兴县   | 517 874               | 512 765               | 710         | 722                                     |
| Tchang | 唐县     | 529 067               | 505 849               | 1 418       | 357                                     |
| Kao-jang | 高阳县   | 317 866               | 318 986               | 438         | 728                                     |
| Laj-jüan | 涞源县   | 260 678               | 248 890               | 2 449       | 102                                     |
| Wang-tu | 望都县   | 250 014               | 233 790               | 367         | 637                                     |
| An-sin | 安新县   | 464 672               | 253 723               | 783         | 579                                     |
| Siung | 雄县     | 438 768               | 478 553               | 689         | 695                                     |
| Žung-čcheng | 容城县   | 258 179               | 273 164               | 314         | 871                                     |
| I | 易县     | 537 564               | 485 536               | 2 537       | 191                                     |
| Čchü-jang | 曲阳县   | 588 559               | 573 975               | 1 076       | 533                                     |
| Li | 蠡县     | 505 572               | 488 152               | 650         | 751                                     |
| Šun-pching | 顺平县   | 295 764               | 269 678               | 713         | 378                                     |
| Po-jie | 博野县   | 245 504               | 225 065               | 332         | 677                                     |
| |          |                       |                       |             |                                         |
| Celkem | Celkem   | 11 273 644            | 11 544 036            | 22 368      | 516                                     |

## Partnerská města
- Charlotte, USA